# コンスタンチン・シーモノフ
コンスタンチン・ミハイロヴィッチ・シーモノフ (ロシア語: Константи́н (Кири́лл) Миха́йлович Си́монов, ラテン文字転写: Konstantin Mikhailovich Simonov, 1915年11月28日（ユリウス暦11月15日） - 1979年8月28日)は、ソ連の作家。

## 生涯
1915年にロシア帝国ペトログラードで生まれる。父ミハイル・アガファンゲロヴィッチ・シーモノフは帝政軍の士官でロシア革命後、国外に移り、ポーランドで客死している。母アレクサンドラ・レオニードヴナ・オボレンスカヤはリューリク朝の流れをくむオボレンスキー家の公女。
リャザンやサラトフで育つ。1931年に家族はモスクワに移る。それから精密工学を学び、1935年まで工場に勤めた。1936年、文芸誌に詩を発表。1938年にモスクワにあるゴーリキー文学大学を卒業。その後、従軍記者として各地の戦線に赴き、ユーゴスラビア、ルーマニア、ポーランド、ブルガリア、ドイツなどを訪れた。
戦時中に小説『昼となく夜となく』、戯曲『ロシヤの人々』などの文学作を発表し、絶賛された。戦後も創作意欲は旺盛であり、戯曲『プラーグの栗並木の下で』、戯曲『ロシヤ問題』を発表。また、エッセイ『ユーゴスラヴィアの手帖』を書き下ろした。長きにわたって文芸雑誌『新世界』や週刊紙『文学新聞』の編集長を務め、ソビエト連邦作家同盟の要職に就いた。社会主義労働英雄、赤旗勲章、祖国戦争勲章、レーニン賞、レーニン勲章、スターリン賞など幾多に登る賞を受賞。1979年、モスクワで死去。

## 邦訳
- 『ユーゴスラヴィアの手帖』、(黒田辰男訳、時事通信社、1946年)
- 『プラーグの栗並木の下で』、(土方敬太訳、昭森社、1946年)
- 『ロシヤの人々』、(八住利雄訳、協同出版社、1946年)
- 『ロシヤ問題 』、(土方与志訳、早川書房、1953年)
- 『昼となく夜となく』、(小野俊一訳、酣灯社、1951年、角川文庫、1953年)
- 『社会主義リアリズムの道』、(アレクサンドル・ファジェーエフ共著、鹿島保夫共訳、江川卓共訳、未来社、1954年)